# Bryum rothii
Bryum rothii är en bladmossart som beskrevs av Warnstorf 1904. Bryum rothii ingår i släktet bryummossor, och familjen Bryaceae. Inga underarter finns listade i Catalogue of Life.